# Dendrobium nindii
Dendrobium nindii là một loài thực vật có hoa trong họ Lan. Loài này được W.Hill mô tả khoa học đầu tiên năm 1874.